# ホーラー

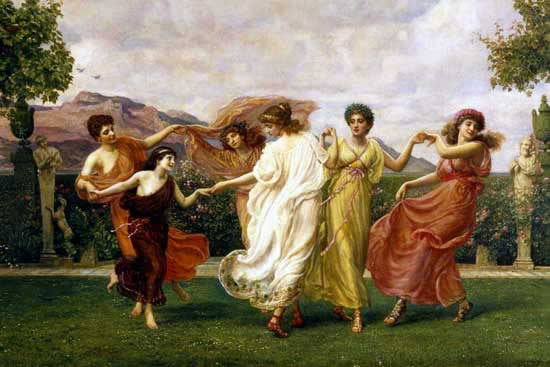
季節の正しい移り変わりを司る3柱のホーライと人間社会の秩序を司る3柱のホーライ (エドワード・ポインター/画、1896)

ホーラー（古希: Ὥρα、古代ギリシア語ラテン翻字: Hōrā）とは、ギリシア神話に登場する時間の女神で、季節と秩序を司る。
なお、ホーラーは単数形で、複数形ではホーライ（古希: Ὧραι、古代ギリシア語ラテン翻字: Hōrai）という。いずれも時間の意味。また、季節女神とも意訳される。

## 概説
ゼウスとテミスの三人の娘で、運命の三女神モイライの姉妹とされる。古くは気象的性格を持つ女神たちで、雨を降らせることで花を開花させ、果実を実らせたので、春と夏の季節を象徴した。やがてホーラーたちは季節の規則正しい巡りと自然の秩序を司る女神と見なされるようになったが、季節そのものと混同された。ホメーロスにおいては天界と地上を結ぶ雲の門の番人であり、ヘーラーの戦車から馬を外したりと、神々がオリュンポスから戦車に乗って外出する際、天界の門の雲を掻き分ける。アプロディーテーがキュプロス島に上陸するとホーラーたちが彼女を着飾らせ、オリュンポス山に連れて行った。ゼウスが人間を破滅させるため、パンドーラーを地上へ送った時、ホーラーたちは彼女の頭を花飾りのついた冠で縁どりした。神々の宴会でホーラーたちはカリスたちの仲間になって踊る。ホーラーたちは生まれたばかりのヘルメースの保護者であり、ディオニューソスがゼウスの太股から生れた時、彼を引きうけた。また、ヘーラーを養育したのは彼女たちであった。ヘーラーあるいはアプロディーテーの侍女であり、ディオニューソス、ペルセポネー、デーメーテール、アポローンなどにも従う。それゆえ彼女達は、花あるいは植物を手にした優雅な三人の美しい乙女の姿で表される。
ホーラーたちはアテーナイ、アルゴリス、オリュムピア、そして特にコリントスで敬われた。

## 名前一覧
3姉妹の名前については諸説ある。
ヘーシオドスの『神統記』やアポロドーロスによれば、エウノミアー、ディケー、エイレーネーという。
| # | ホーライ     | 希      | 羅      | 紹介 |
| - | ------------ | ------- | ------- | --- |
| 1 | エウノミアー | Εὐνομία | Eunomia | 秩序の女神とされる。 |
| 2 | ディケー     | Δίκη    | Dice    | 正義の女神とされる。 人類を見守り、人類が不正を働いた時にはこれをゼウスに訴えるという。 後世の神話の女神アストライアーやローマ神話のユースティティアと同一視される。 |
| 3 | エイレーネー | Εἰρήνη  | Irene   | 平和を司り、ローマ神話のパークスと同一視される。 |

古代のギリシア人は一年を春分から秋分に至る半年と残余の秋冬の半年に分ち、アテーナイで二つの季節のホーライ（タローとカルポー）を置いたが、後には春夏秋の三季節に分ち、アッティカではタロー（芽生え）、アウクソー（生長）、カルポー（結実）という三柱のホーライになっている。主に自然と季節を司り、植物の芽生え、生長、結実の3階段を象徴する。春夏秋の三季節と結びついている。
| # | ホーライ   | 希    | 羅     | 紹介                                       |
| - | ---------- | ----- | ------ | ------------------------------------------ |
| 1 | タロー     | Θαλλώ | Thallo | 春の女神とされる。開花・芽生えを象徴する。 |
| 2 | アウクソー | Αὐξώ  | Auxo   | 夏の女神とされる。生長を象徴する。         |
| 3 | カルポー   | Καρπώ | Carpo  | 秋の女神とされる。結実・収穫を象徴する。   |

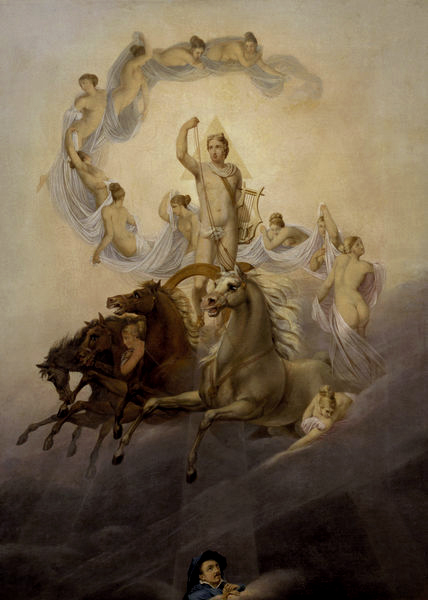
『アポローンと12柱のホーライ』(ゲオルク・フリードリヒ・ケルスティング/画、1822)

ガイウス・ユリウス・ヒュギーヌスの『ギリシャ神話集』(Fabulae 183)に登場する大地の豊饒を象徴する3柱のホーライ。
| # | ホーライ     | 希      | 羅       | 紹介                                     |
| - | ------------ | ------- | -------- | ---------------------------------------- |
| 1 | エウポリアー | Ευπορία | Euporia  | 潤沢・豊饒の女神とされる。               |
| 2 | オルトシアー | Ορθωσία | Orthosia | 繁栄の女神とされる。                     |
| 3 | ペルーサー   | Φέρουσα | Pherusa  | 本質・実り多き者を象徴する女神とされる。 |

古代ギリシアの詩人ノンノスの『ディオニューソス譚』では太陽神ヘーリオスの娘で、春夏秋冬の四季を司る4人姉妹とされる。一説にヘーリオスと月の女神セレーネーの娘であり、ヘーラーに仕える4人の侍女とされる。 
| # | ホーライ         | 希         | 羅            | 紹介                                     |
| - | ---------------- | ---------- | ------------- | ---------------------------------------- |
| 1 | エイアー         | Ειαρ       | Eiar          | 春の女神とされる。象徴物は花。           |
| 2 | テーロース       | Θερος      | Theros        | 夏の女神とされる。象徴物は穀物。         |
| 3 | プティノポローン | Φθινοφωρον | Phthinophoron | 秋の女神とされる。象徴物は葡萄・蔦。     |
| 4 | ケイモーン       | Χειμων     | Cheimon       | 冬の女神とされる。象徴物は雪・オリーヴ。 |

ガイウス・ユリウス・ヒュギーヌスの『ギリシャ神話集』(Fabulae 183)より再び12柱のホーライを挙げる。1年の月数あるいは1日の時間帯を象徴している。また1日の時間の巡りを司り、太陽神の馬車を仕立ててその日光が世界を照らしに行くのを助けている。
| #  | ホーライ           | 希         | 羅         | 紹介                   |
| -- | ------------------ | ---------- | ---------- | ---------------------- |
| 1  | アウゲー           | Αυγή       | Auge       | 暁の女神とされる。     |
| 2  | アナトレー         | Ανατολή    | Anatole    | 日の出の女神とされる。 |
| 3  | ムーシケー         | Μουσική    | Mousike    | 芸術の女神とされる。   |
| 4  | ギュムナスティケー | Γυμναστίκή | Gymnastike | 体育の女神とされる。   |
| 5  | ニュンペー         | Νυμφή      | Nymphe     | 水浴の女神とされる。   |
| 6  | メセンブリアー     | Μεσημβρία  | Mesembria  | 真昼の女神とされる。   |
| 7  | スポンデー         | Σπονδή     | Sponde     | 献酒の女神とされる。   |
| 8  | エレテー           | Ελήτή      | Elete      | 祈りの女神とされる。   |
| 9  | アクテー           | Ακτή       | Akte       | 餐宴の女神とされる。   |
| 10 | ヘスペリス         | Έσπερίς    | Hesperis   | 黄昏の女神とされる。   |
| 11 | デュシス           | Δύσις      | Dysis      | 日没の女神とされる。   |
| 12 | アルクトス         | Άρκτος     | Arktos     | 夜空の女神とされる。   |